# Gamla Falmark
Gamla Falmark is een plaats in de gemeente Skellefteå in het landschap Västerbotten en de provincie Västerbottens län in Zweden. De plaats heeft 139 inwoners (2005) en een oppervlakte van 35 hectare. De plaats ligt aan het meer Falmarksträsket, het meertje Lillselet en het riviertje dat beide meren met elkaar verbindt.